# كاستيلانيلية حمئية
كاستيلانيلية حمئية (الاسم العلمي: Castellaniella caeni) هي نوع من البكتيريا، سلبية الغرام، تتبع جنس الكاستيلانيلية.